# Hanasakeru seishōnen
Hanasakeru seishōnen (花咲ける青少年?) è uno shōjo manga scritto e illustrato da Natsumi Itsuki. Il manga è stato pubblicato sulla rivista LaLa di Hakusensha dal 24 febbraio 1987 al 24 marzo 1987 e ancora dal 24 agosto 1989 al 24 agosto 1994.
Successivamente l'opera è stata adattata in una serie televisiva anime dalla Pierrot. Diretto da Chiaki Kon, il primo episodio è stato trasmesso in anteprima su NHK il 5 aprile 2009.

## Trama
Kajika Burnsworth è una ragazza di quattordici anni, figlia del potente industriale Harry Burnsworth, ha trascorso la prima parte della sua vita vivendo su un'isola dei Caraibi con un leopardo bianco di nome Mustafa. Dopo la morte di Mustafa il padre decide di mandarla a scuola in Giappone, ma dopo un mese la richiama per andare a New York.
Appena arrivata il padre la coinvolge in "un gioco di matrimonio". In questo gioco, lei si incontrerà e dovrà scegliere un marito fra tre uomini che suo padre ha scelto appositamente per lei. Però il padre non le dirà i dettagli sulla loro identità ma creerà situazioni in cui Kajika dovrà conoscerli. Secondo le regole, se lei sceglierà uno dei tre uomini, Harry (il padre) dirà a Kajika il suo destino. Il suo amico d'infanzia, Lee-Lung Fang, ha il compito di aiutarla nella sua missione, tutelandola nel contempo.

## Personaggi

### Personaggi primari
- Kajika Louisa Kugami Burnsworth - personaggio centrale, l'unica figlia di Harry Burnsworth ed erede della tenuta di famiglia. In realtà nella sua nascita si nasconde un pericoloso futuro.
- Eugene Alexandr De Volkan - chiamato Mustafa da Kajika a causa della somiglianza fisica al suo amico d'infanzia, un leopardo bianco.
- Il principe Ivan Rumaty di Raginei - La sua storia e quella del suo paese divengono fondamentali nella trama dell'anime/manga.
- Carl Rosenthal - Erede del Rosenthal estate. È claustrofobico.
- Lee-Lung Fang (Lee-RENG) - tutore di Kajika e amico di infanzia. Egli è anche il leader della famiglia Fang. Fin da piccolo innamorato di Kajika.

### Personaggi secondari
- Machaty Sheik Di Raginei - il nonno del principe Rumaty
- Isaac Noei -  soldato imperiale di Raginei
- Harry Burnsworth - Padre di Kajika
- Somand - fratello maggiore del Principe Rumaty e principe ereditario
- Sezun - Ciambellano del principe Rumaty, fratello minore di Quinza
- Najayra - Sacerdotessa di Reginei
- Quinza - Ciambellano del principe Rumaty, fratello maggiore di Sezun
- Eddy Roberts - reporter di Raginei

## Anime

### Episodi
| Nº | Titolo italiano Giapponese 「Kanji」 - Rōmaji - Traduzione letterale                                               | In onda           | In onda |
| Nº | Titolo italiano Giapponese 「Kanji」 - Rōmaji - Traduzione letterale                                               | Giapponese        |         |
| 1  | Una ragazza innocente 「イノセントガール」 - inosentogaaru – "Una ragazza innocente"                               | 5 aprile 2009     |         |
| 2  | Amore casuale 「廻り愛」 - meguriai – "Amore casuale"                                                              | 12 aprile 2009    |         |
| 3  | Notte insonne 「眠れぬ夜」 - nemurenu yoru – "Notte insonne"                                                       | 19 aprile 2009    |         |
| 4  | Fine di una lunga notte 「長き夜の明ける日」 - nagaki yoru no akeru hi – "Il giorno quando la lunga notte dinisce" | 26 aprile 2009    |         |
| 5  | Incontrarsi~Ritrovarsi 「出会い～再会」 - deai ~ saikai – "Incontrarsi~Ritrovarsi"                                 | 3 maggio 2009     |         |
| 6  | Un cuore puro 「純心」 - junshin – "Un cuore puro"                                                                 | 10 maggio 2009    |         |
| 7  | Un pensiero per qualcuno 「誰が為の想い」 - taga tameno omoi – "Un pensiero per qualcuno"                          | 17 maggio 2009    |         |
| 8  | La promessa 「プロミス」 - puromisu – "La promessa"                                                                | 24 maggio 2009    |         |
| 9  | Cose immutabili 「変わらないもの」 - kawa ranaimono – "Qualcosa che mai cambierà"                                  | 31 maggio 2009    |         |
| 10 | Cross・days 「クロス・デイズ」 - kurosu . deizu – "Cross・days"                                                    | 7 giugno 2009     |         |
| 11 | Una forma d'amore 「アイのカタチ」 - ai no katachi – "Una forma d'amore"                                           | 14 giugno 2009    |         |
| 12 | Solo 「ヒトリ」 - hitori – "Solo"                                                                                  | 21 giugno 2009    |         |
| 13 | La terra del sole 「太陽の国」 - taiyou no kuni – "Il paese del sole"                                              | 28 giugno 2009    |         |
| 14 | Tepore 「ぬくもり」 - nukumori – "Tepore"                                                                          | 12 luglio 2009    |         |
| 15 | La diaconessa al chiaro di luna 「月下の巫女」 - gekka no miko – "La diaconessa al chiaro di luna"                 | 19 luglio 2009    |         |
| 16 | Orgoglio 「廻り愛」 - puraido – "Orgoglio"                                                                         | 26 luglio 2009    |         |
| 17 | Pensieri che non ti raggiungono 「届かぬ想い」 - todoka nu omoi – "sentimenti che non ti raggiungono"              | 2 agosto 2009     |         |
| 18 | Opposizione 「オポジション」 - opojishon – "Opposizione"                                                           | 23 agosto 2009    |         |
| 19 | Sentimenti incontrollabili 「おさえきれない気持ち」 - osaekirenai kimochi – "Sentimenti incontrollabili"           | 30 agosto 2009    |         |
| 20 | Punto di svolta 「ターニングポイント」 - taaningupointo – "Punto di svolta"                                        | 6 settembre 2009  |         |
| 21 | Un giorno indimenticabile 「忘れえぬ想い」 - wasurenu omoi – "Sentimenti indimenticabili"                          | 13 settembre 2009 |         |
| 22 | Riposo 「リポーズ」 - ripouzu – "Riposo"                                                                           | 20 settembre 2009 |         |
| 23 | Separazione 「決別」 - ketsubetsu – "Separazione"                                                                  | 27 settembre 2009 |         |
| 24 | Disorientamento 「とまどい」 - tomadoi – "Confusione"                                                              | 4 ottobre 2009    |         |
| 25 | Frammenti non sepolti 「埋まらぬ欠片」 - umaranu kakera – "frammenti non sepolti"                                  | 11 ottobre 2009   |         |
| 26 | Burattino 「傀儡」 - kairai – "burattino"                                                                          | 25 ottobre 2009   |         |
| 27 | Pesanti catene 「重い鎖」 - omoi kusari – "Pesanti catene"                                                         | 1º novembre 2009  |         |
| 28 | Disaccordi passati 「すれ違いの先」 - surechigai no saki – "Vecchi Disaccordi"                                     | 8 novembre 2009   |         |
| 29 | Nella ruota del destino 「運命の輪の中で」 - unmei no wa no naka de – "Nella ruota del destino"                    | 15 novembre 2009  |         |
| 30 | Marcia inarrestabile 「止まらぬ歩み」 - tomaranu ayumi – "Inarrestabile progresso"                                 | 22 novembre 2009  |         |
| 31 | Principi incompatibili 「交わらぬ理念」 - majiwa ranu rinen – "Idee incompatibili"                                 | 29 novembre 2009  |         |
| 32 | Bugie e verità 「嘘と真」 - uso to makoto – "Bugie e verità"                                                       | 6 dicembre 2009   |         |
| 33 | Sementi di disastro 「災いの種」 - wazawai no tane – "Sementi di disastro"                                         | 13 dicembre 2009  |         |
| 34 | Trionfo 「凱旋」 - gaisen – "Trionfo"                                                                              | 20 dicembre 2009  |         |
| 35 | Inizio di 1000 anni 「千年の幕開け」 - sennen no makuake – "Inizio di 1000 anni"                                   | 17 gennaio 2010   |         |
| 36 | Per sempre 「永遠に」 - eien ni – "Per sempre"                                                                     | 24 gennaio 2010   |         |
| 37 | Per amore 「愛するがゆえ」 - aisuru gayue – "Per amore"                                                            | 31 gennaio 2010   |         |
| 38 | Peli sulla lingua 「刻む言葉」 - kizamu kotoba – "Peli sulla lingua"                                               | 7 febbraio 2010   |         |
| 39 | Promesse vuote 「約束の空」 - yakusoku no sora – "Promesse vuote"                                                  | 14 febbraio 2010  |         |